# The Ballroom Blitz
"The Ballroom Blitz" är en låt skriven av Nicky Chinn och Mike Chapman som ursprungligen spelades in av glamrockbandet Sweet. Den utgavs som singel 1973. Den medtogs även på den nordamerikanska versionen av albumet Desolation Boulevard, men på den europeiska marknaden fanns den bara tillgänglig som singel eller på samlingsalbum. "The Ballroom Blitz" är en av Sweets mest kända låtar och det har gjorts ett antal covers på den.
Låttexten ska ha varit inspirerad av ett upplopp vid en av gruppens konserter i Skottland då de tvingades lämna scenen sedan publiken börjat kasta flaskor.

## Listplaceringar
| Lista (1973)   | Position          |
| -------------- | ----------------- |
| Danmark        | 3 (DR "Top 20")   |
| Finland        | 10                |
| Flandern       | 2                 |
| Frankrike      | 16                |
| Irland         | 1                 |
| Kanada         | 1                 |
| Nederländerna  | 2                 |
| Norge          | 2                 |
| Schweiz        | 3                 |
| Storbritannien | 2                 |
| Sverige        | 3* (Kvällstoppen) |
| Sverige        | 1 (Tio i topp)    |
| USA            | 5                 |
| Vallonien      | 5                 |
| Västtyskland   | 1                 |
| Österrike      | 5                 |